# 충무공동
충무공동(忠武公洞)은 대한민국 경상남도 진주시의 행정동이다. 넓이는 4.077km2이고, 인구는 2024년 7월 14일을 기준으로  34,241명이다.

## 개요
경남 혁신도시 조성의 일환으로 문산읍 소문리, 금산면 갈전·속사리, 호탄동 일부를 통합하여 2013년 12월 18일에 신설되었다.

## 행정 구역
- 충무공동: 여기서 충무공은 이순신 장군이 아니고, 임진왜란 당시 제1차 진주성 전투를 승리로 이끈 후 일본군 잔여 병력의 피격으로 숨진 김시민 장군의 호이다.

## 주거

### 아파트
| 단지명                                     | 건설사     | 시행사           | 주소             | 입주       | 비고     |
| ------------------------------------------ | ---------- | ---------------- | ---------------- | ---------- | -------- |
| 진주혁신도시 중흥S-클래스 더 프라임        | 중흥토건㈜ | 중봉산업개발㈜   | 소호로19번길 11  | 2019년 5월 |          |
| 진주혁신도시 중흥S-클래스 더 퍼스트        | 중흥건설   | 중흥건설         | 충의로 146       | 2020년 9월 |          |
| 진주혁신도시 중흥S-클래스 센트럴시티 2단지 | 중흥토건㈜ | ㈜중흥에스클래스 | 에나로 190       | 2020년 7월 |          |
| 진주혁신도시 중흥S-클래스 센트럴시티 3단지 | 중흥토건㈜ | ㈜중흥에스클래스 | 에나로175번길 12 | 2020년 7월 |          |
| 진주혁신도시 중흥S-클래스 센트럴시티 4단지 | 중흥토건㈜ | ㈜중흥에스클래스 | 에나로175번길 11 | 2020년 7월 |          |
| 진주혁신도시 대방노블랜드 더 캐슬          | 대방건설   | 대방건설         | 사들로 61        | 2018년 8월 |          |
| 진주혁신도시 포레스트 부영                 | ㈜부영주택 | ㈜부영주택       | 영천강로 60      | 2020년 3월 | 민간임대 |

### 주상복합
C-1블럭: 휴앤인 엘리시움 (2016년 8월 분양예정)

## 교육시설
- 대곡중학교 (2020년 2월 이전개교)
- 갈전초등학교 (2014년 3월 개교)
- 무지개초등학교 (2016년 3월 개교)
- 진주문산중학교 (2016년 3월 이전개교)
- 진양고등학교 (2017년 3월 이전개교)
- 충무공초등학교  (2018년 3월 개교)

## 주요 시설
- 진주종합경기장
- 한국토지주택공사
- 중앙관세분석소
- 한국남동발전
- 국방기술품질원
- 중소기업진흥공단
- 한국세라믹기술원
- 저작권위원회
- 진주익룡발자국전시관

## 편의 시설
- 롯데몰 진주점

## 진주 호탄동 익룡·새·공룡 발자국 화석산지
진주 호탄동 익룡·새·공룡 발자국 화석산지(The Pterosaur, Bird and Dinosaur Tracksite of Hotan-dong, Jinju, 북위 35° 10′ 08.20″ 동경 128° 08′ 21.23″ / 북위 35.1689444°  동경 128.1392306° )에는 진주시 충무공동의 진주층 상에 있는 대한민국의 천연기념물 제534호로 익룡·새·공룡 발자국 화석이 풍부하게 산출된다. 이곳의 진주층은 세립 내지 중립질사암과 이암의 교호층이 지배적이다. 공룡 외에 수각류 및 새발자국 화석이 다수 발견되었으며 악어, 거북, 도마뱀 발자국과 세계에서 가장 작은 렙터 발자국 등 세계적으로도 희귀한 백악기 척추동물 발자국 화석이 보고된 곳이다. 이 화석 산지에서 수습된 화석과 보존 상태가 우수한 익룡 발자국 화석층 일부는 현재 충무공동 136에 위치한 진주익룡발자국전시관의 수장고와 보호각에서 확인할 수 있다.
충무공동 경남진주혁신도시에 분포하는 경상 누층군 진주층에서는 4차례에 걸친 발굴 조사를 통해 2,500개 이상의 익룡, 150개 이상의 공룡, 1,000개 이상의 새발자국과 악어, 거북, 도마뱀 및 포유류 발자국과 보행렬이 발견되었다. 3차와 4차 발굴 현장에서 새롭게 발견된 익룡 발자국 군집은 보존 상태, 개체수, 밀도 및 다양성 측면에서 세계에서 가장 큰 익룡 발자국 기록이 남아있다. 특히, 3차 발굴현장은 백악기 척추동물의 생흔분류, 화석생성, 육상생태적 측면의 종합적인 이해를 높일 수 있는 가치를 인정받아 2011년 11월 천연기념물로 지정되었고 2019년 11월 19일 개관한 진주익룡발자국전시관도 이 자리에 세워졌다. 화석산지 현장에서 산출한 진주층의 최대 퇴적연령은 약 106.5 Ma이며 백악기 알비절(Albian)에 대비된다(Chae et al., 2020).
수각류 화석 (2018. 1)
경남진주혁신도시에서 Grallator, Corpulentapus, Asianopodus와 같은 수각류의 화석이 발견되었다. 발견된 직후 이들 화석이 보존된 진주층 암석 덩어리채로 통째로 뜯어내어 진주교육대학교의 창고와 고성공룡박물관으로 이송되어 면밀히 조사되었다. 이들 수각류 화석들은 중국의 압트절(Aptian) 발자국 화석과 대비가 가능하다.
개구리 발자국 화석 (2019. 4)
경남진주혁신도시에 분포하는 진주층에서 세계에서 가장 오래된 개구리의 발자국 화석이 발견되었다. 진주교육대학교의 김경수 교수는 진주익룡발자국전시관 개관을 위해 실험실에 보관하던 표본들을 이관하는 과정에서 화석 표본을 면밀히 조사하다가 HTB-043 셰일 표본에서 개구리 발자국 화석을 확인했다고 밝혔다.
소형 익룡 발자국 화석 Pteraichnus gracilis (2022. 3)
- 하수진 외(2022)는 진주익룡발자국전시관 부근의 진주층에서 기존의 보고된 익룡 발자국 화석과 구별되는 새로운 소형 익룡발자국 화석을 발견하고 Pteraichnus gracilis ichnosp. nov.으로 분류하였다. 익룔 발자국 화석의 평균 길이는 앞발 27.2 mm, 뒷발 27.8 mm, 평균폭 앞발 9.3 mm, 뒷발 12.3 mm이다. 화석 표본 CUE E4P007은 천연기념물로 지정된 충무공동 익룡, 새, 공룡 발자국 화석산지 인근에 위치한 제4차 진주혁신도시 화석문화재 발굴 현장에서 수집되었으며, 4차 발굴 현장은 6개의 익룡 발자국 층준이 발견된 3차 발굴 현장보다 층서적으로 약간 상위에 해당한다. 제3차, 4차 발굴 현장의 분포 암상은 대체로 동일하며, 이암이 교호하는 응회암/세립 사암, 이암으로 덮인 응회질/중립질사암, 응회질사암과 이암, 세립사암에서 미사암과 이암, 셰일 등으로 구성된다. 화석 표본은 현재 진주익룡발자국전시관에 전시되어 있다.[6][2]

### 진주익룡발자국전시관
진주익룡발자국전시관(지번 : 진주시 충무공동 136, 도로명주소 : 진주시 영천강로68번길 22)은 아래 사진과 같이 경남진주혁신도시 개발 도중 드러난 진주층의 화석들을 전시하고 있는 박물관이다. 전시관 바로 옆에 진주 호탄동 익룡·새·공룡 발자국 화석산지와 함께 암회색 진주층의 노두가 대규모로 드러나 있다. 입장료는 성인 2,000원이다. (진주시민 무료)
진주익룡발자국전시관과 진주 호탄동 익룡·새·공룡 발자국 화석산지
- 진주익룡발자국전시관 입구
북위 35° 10′ 07.8″ 동경 128° 08′ 22.1″ / 북위 35.168833°  동경 128.139472°
- 악어 발자국 화석
- 수각류 발자국 화석
- 화석 발굴 과정.
- 익룡 발자국 화석
- 전시관 북쪽 영천강로 68길 도로변에 드러난 진주층의 노두
북위 35° 10′ 09.6″ 동경 128° 08′ 18.5″ / 북위 35.169333°  동경 128.138472°